# Westchnienie i dźwięk
Westchnienie i dźwięk – półoficjalna kaseta demo polskiego zespołu reggae Natanael.

## Lista utworów
1. "Wiara, nadzieja, miłość"
2. "Nie daj się"
3. "Za każdym razem, kiedy..."
4. "Przypowieść o stworzeniu świata"
5. "Jedna prawda"
6. "Sumienie"
7. "Śpiewajmy Razem"
8. "Instrumentalny"
9. "Świąteczne dzwonki"

## Skład
- Konrad Włodarz - gitara, wokal
- Paweł Włodarz - bas
- Bartek Wręczycki – instrumenty klawiszowe
- Dariusz Litera - perkusja